# Mel Stuart
Mel Stuart, all'anagrafe Stuart Solomon (New York, 2 settembre 1928 – Beverly Hills, 9 agosto 2012) è stato un regista, produttore televisivo e sceneggiatore statunitense.

## Biografia
Divenne noto soprattutto per essere stato il regista di Willy Wonka e la fabbrica di cioccolato nel 1971, ma nel corso della sua lunga carriera diresse e/o produsse più di 180 film.
Morì a 83 anni nella sua casa di Beverly Hills, la notte del 9 agosto 2012, a causa delle complicazioni dovute ad un tumore.

## Filmografia parziale
- Quei quattro giorni di novembre (Four Days in November) (1964)
- Se è martedì deve essere il Belgio (If It's Tuesday, This Must Be Belgium) (1969)
- I Love My Wife (1970)
- Willy Wonka e la fabbrica di cioccolato (Willy Wonka & the Chocolate Factory) (1971)
- Two is a Happy Number (1972)
- Wattstax (1973)
- Arizona campo 4 (1978)
- Sophia Loren: Her Own Story (1980)
- The White Lions (1981)